# توحید غلامی
توحید غلامی (متولد ۱ دی ۱۳۷۰) بازیکن فوتبال اهل ایران است.

## سوابق باشگاهی
وی سابقه عضویت در باشگاه‌های استقلال تهران، پارسه تهران و شهرداری بندرعباس را دارد.
کارت معافیت از سربازی وی در جریان جنجال کارت معافیت بازیکنان فوتبال ابطال شد